# 161
Glej tudi: število 161
161 (CLXI) je bilo navadno leto, ki se je po julijanskem koledarju začelo na sredo.

## Dogodki
- 1. januar

## Rojstva
- 31. avgust - Komod, 17. cesar Rimskega cesarstva († 192)

Neznan datum
- Lju Bej, ustanovitelj kitajskega cesarstva Šu Han († 223)

## Smrti
- Antonin Pij, rimski cesar (* 86)